# Grömbach
Grömbach är en kommun och ort i Landkreis Freudenstadt i regionen Nordschwarzwald i Regierungsbezirk Karlsruhe i förbundslandet Baden-Württemberg i Tyskland.
Kommunen ingår i kommunalförbundet Pfalzgrafenweiler tillsammans med kommunerna Pfalzgrafenweiler och Wörnersberg.